# Gjergj Leka
Gjergj Leka, född 1962 eller 1963 är en albansk musiker, sångare och kompositör.
2007 var Leka en av jurymedlemmarna i Festivali i Këngës 46. Han var en av fyra medlemmar som gav högsta poäng till Flaka Krelani och Doruntina Disha med "Jeta kërkon dashuri" som slutade på andra plats.
Leka deltog i Kënga Magjike 2013 med låten "Po të lë një letër" där han slutade på 16:e plats i finalen (av 44 deltagare) och vann utmärkelsen bästa låtskrivare. Våren 2014 debuterade han i Top Fest 11 med låten "Muzika e jetës sime" med vilken han tog sig till tävlingens final. I finalen tilldelades han priset för tävlingens bästa manliga deltagare. 
I december 2014 deltog Leka i Festivali i Këngës 53 med låten "Himn" (Hymn). Han slutade på 6:e plats i finalen. I december 2018 ställer han upp i Festivali i Këngës 57 med låten "Besoj".
Han har spelat in en duett med Hersiana Matmuja, "Kthehu", 2012.

## Privatliv
Gjergj Leka har en dotter, Dorina Leka, som deltagit i italienska versionen av The X Factor. Han är förlovad med Top Channel-assistenten Erisela Marko från Vlora. Paret har väckt uppmärksamhet i albansk media på grund av en åldersskillnad på över 20 år mellan parterna.